# Fundi
Fundi (mn. č. Fundis) je zkratka pro označení fundamentalista. Termín byl používán pro frakci německé strany Zelení, která stála v opozici k druhé skupině nazývané Realos. Toto označení, které vzniklo v 80. letech 20. století, se postupně ujalo pro označení skupin, které jsou ve sporu, přičemž jedna strana je výrazně idealistická, druhá pragmatická.

## Výklad označení
Označení bylo používáno na členy, kteří inklinují k "fundamentalistickému" výkladu nějaké ideologie, společného plánu nebo programu (např. zelené politiky). Zelení fundis se dále dělí na divoké zelené a hlubinné zelené. Často jsou vegani, zastávají široké pojetí práv zvířat, nesouhlasí s řadou tradičních politických postupů a upřednostňují decentralizovaný model fungování organizací s širokým zapojením prvků participativní demokracie. V mezinárodní politice prosazují myšlenky nenásilí a antiglobalismus.

## Němečtí zelení
Konflikt mezi dvěma frakcemi německých zelených probíhal zhruba mezi roky 1980–1990. Zatímco realos skupina okolo Joschky Fischera upřednostňovala umírněnou politiku prosazovanou prostřednictvím zapojení zelených do vlády, ekosocialističtí fundis tuto spolupráci tvrdě kritizovali.
Termín byl poprvé použit v spolkové zemi Hesensko. Zelení zde v roce 1982 získali 8 % hlasů. V předvolební kampani tvrdili, že jsou ve fundamentální opozici k politice SPD, CDU a FDP, která jde proti životu a demokracii. Odpůrci koaliční spolupráce později získali označení fundis. Strana zelených tři roky tolerovala menšinovou vládu SPD a nakonec v roce 1985 vstoupila s touto stranou do koalice. To bylo vítězství realos, jejichž vůdce Fischer se stal ministrem. Ve stejném roce uspěla skupina realos i na celoněmecké úrovni, kdy na sjezdu prosadila usnesení umožňující jak práci zelených v opozici, tak ve vládě.
V roce 1990 opustila stranu část ekosocialistických fundis, o rok později odešli hlubinní zelení. Část z nich se připojila k levicové Straně demokratického socialismu.
V roce 1998 zelení poprvé vstoupili do celoněmecké vlády, což znamenalo konečné vítězství realos.

## Čeští zelení
Obdobný spor jako u německých zelených probíhal i v české Straně zelených mezi roky 2007–2009. Také zde realos soustředění okolo Martina Bursíka stáli v opozici k fundis okolo Dany Kuchtové a Matěje Stropnického. Spor se projevil mj. na tématu umístění amerického radaru v Brdech nebo na otázce hodnocení přínosů a záporů účasti zelených v pravicové vládě.
V pražské politice mezi roky 2006–2010 pozici realos zastávali Petr Štěpánek nebo Petra Kolínská.
Na půdoryse vymezení se proti Bursíkově politice lze fundis a realos identifikovat v české Straně zelených i po roce 2010. Fundis od roku 2015 reprezentuje levicová platforma Zelená re:vize, požadující jasné přihlášení se zelených k levicovému proudu evropské politiky, s větším důrazem na sociální spravedlnost, realos reprezentují straníci, kteří politologické kategorie jako levice a pravice považují za neaktuální či nepřesné a dávají větší důraz na ekologickou a pro evropskou a proatlantickou zahraniční politiku. Síla obou táborů se zdá celkem přirozeně vyrovnaná.

## Jiné země
Označení fundis a realos byl používán pro obdobné spory ve Straně zelených Kanady nebo flanderské strany Agalev.